# Jean-Baptiste Bernard
Pour les articles homonymes, voir Bernard.
Jean-Baptiste Bernard, né le 20 novembre 1801 à Lille et mort à Valenciennes le 12 septembre 1856, est un architecte et professeur aux écoles académiques de Valenciennes.

## Biographie
Il est étudiant, avec André de Baralle, à l’école des Beaux-Arts de Paris de 1823 à 1827, élève d’André Chatillon.
Il est architecte au département du Nord, il commence sa carrière sur des chantiers d’église en Artois puis il s’établit à Valenciennes. En 1847, il construit La "maison d'école et de mairie" de Maing.
À partir de 1833 et jusqu’à son décès, il est professeur d’architecture à l’école des beaux-arts de Valenciennes. Constant Moyaux, Jean baptiste Carpeaux, Jules Batigny, Louis Dutouquet et Émile Dusart furent ses élèves.
Son fils, Jules Louis Bernard (1837-1896) est également Architecte départemental à Valenciennes.